# وزیر توسعه اقتصادی روستایی
وزیر توسعه اقتصادی روستایی (فرانسوی: Ministre du Développement économique rural‎) دفتری با صلاحیت وزارت‌خانه در کابینه کانادا است. این نمونه وزیر کارهای جدیدی در دولت جاستین ترودو دارد که در ژانویه ۲۰۱۹ معرفی شده‌است. مسئول فعلی دفتر مریم منصف می‌باشد، او در ۲۰ نوامبر ۲۰۱۹ برای این سمت معرفی و منصوب شده‌است.